# Małgorzata Majerek
Małgorzata Majerek, z d. Mańkowska (ur. 10 sierpnia 1976 roku w Łukowie) – polska piłkarka ręczna, reprezentantka Polski. Wielokrotna mistrzyni Polski.

## Kariera sportowa
Jest wychowanką klubu Amonit Łuków. Od 1995 występowała nieprzerwanie w lubelskim Monteksie Lublin (od 2004 pod nazwą SPR Lublin), z którym wywalczyła 16 tytułów mistrzyni Polski (1996, 1997, 1998, 1999, 2000, 2001, 2002, 2003, 2005, 2006, 2007, 2008, 2009, 2010, 2013, 2014), dwa tytuły wicemistrzowskie (2004, 2011) i jeden brązowy medal mistrzostw Polski (2012), a także zdobyła Puchar EHF (2001).
W reprezentacji Polski debiutowała 20 października 1999 w towarzyskim spotkaniu z Chinami. Wystąpiła na mistrzostwach świata w 2007 (11 miejsce) i mistrzostwach Europy w 2006 (8 miejsce). Ostatni raz wystąpiła w biało-czerwonych barwach 14 października 2009 w meczu eliminacji Mistrzostw Europy z Czarnogórą. Łącznie w reprezentacji Polski wystąpiła 117 razy, zdobywając 297 bramek.
Karierę zawodniczą zakończyła w 2014 roku.